# إيفان ماركوف
إيفان ماركوف (بالبلغارية: Иван Марков)‏ هو رباع بلغاري، ولد في 14 سبتمبر 1988 في بورغاس في بلغاريا.

## وصلات خارجية
- إيفان ماركوف على موقع الاتحاد الدولي (الإنجليزية)
- إيفان ماركوف على موقع IAT Database Weightlifting (الألمانية)
- إيفان ماركوف على موقع اللجنة الأولمبية الدولية (الإنجليزية)
- إيفان ماركوف على موقع أوليمبيديا (الإنجليزية)